# 石渡譲
石渡 譲（いしわた じょう、本名・旧芸名：石渡 康浩（いしわた やすひろ）。1967年2月11日 - ）は、日本の元俳優、現在実業家。石渡 譲二（いしわた じょうじ）名義での活動歴もある。
東京都大田区出身。アニマ・エージェンシーに所属していた。

## 来歴・人物
川崎市立高津高等学校卒業。1980年に劇団東俳入り、1985年に芸能界本格デビュー。テレビドラマ『私鉄沿線97分署』にゲスト出演した際に東映から連絡を受け、監督の堀長文やプロデューサーと面談し、1986年にスーパー戦隊シリーズ『超新星フラッシュマン』のブルーフラッシュ／ブン役に選ばれる。
その後、テレビドラマ『痛快!婦警候補生やるっきゃないモン!』や、『ファンキーモンキーティーチャー』などの劇場映画で活躍。
1990年代に俳優業を引退し、水産加工食品の製造・卸売を扱う「株式会社輝神」の代表取締役社長を務めている。
引退後は永らく公の場に現れることはなかったが、2004年11月に開催された「緑祭」では、『超新星フラッシュマン』で共演した植村喜八郎と共に出席。植村は、石渡について「情にもろいタイプ」と評している。
特技は、ジャズダンス、球技全般（テニス以外）、サーフィン。兄と妹がいる。既婚で一女あり。

## 出演

### テレビドラマ
- 花田春吉なんでもやります（1985年、TBS）
- サーティーン・ボーイ（1985年、TBS）
- 赤い秘密（1985年、TBS）
- 刑事物語'85 第12話「君に捧げるサーフボード」（1985年、NTV）
- 私鉄沿線97分署 第64話「死亡時刻はパソコンで」（1985年、ANB）
- ふれ愛（1986年、THK）
- スーパー戦隊シリーズ
  - 超新星フラッシュマン（1986年 - 1987年、ANB） - ブン / ブルーフラッシュ
  - 光戦隊マスクマン 第34話「愛と殺意のブルース」（1987年、ANB） - 光
  - 鳥人戦隊ジェットマン 第23話「新戦隊登場」・第24話「出撃超（スーパー）ロボ」（1991年、ANB） - レイ
- 痛快!婦警候補生やるっきゃないモン!（1987年、ANB）
- 土曜ワイド劇場 / 富士山麓殺人事件（1987年、ANB）
- 翼をください（1988年、NHK）
- はぐれ刑事純情派 第16話「女性歌手は殺人者?」（1988年、ANB）
- 機動刑事ジバン  第42話「怪物ロックンロール!」（1989年、ANB） - シミキン

### 映画
- 劇場版 超新星フラッシュマン（1986年、東映） - ブン / ブルーフラッシュ
- キスより簡単（1989年、東映クラシックス） - スズナリ
- 花の降る午後（1989年、東宝）
- 斬殺せよ 切なきもの、それは愛（1990年、東映クラシックス） - 定太郎
- 撃てばかげろう（1991年、東映）
- ファンキー・モンキー・ティーチャー（1992年、ポニーキャニオン）

### オリジナルビデオ
- 彼女2（1990年、アスミック）
- DiGi mation 4 天外魔境 電々の伝 電脳電撃カブキ伝（1993年、ハドソン） - 主演・カブキ団十郎 ※非売品、有償その後無償配布
- DiGi mation 5 新桃太郎伝説 七夕の村は激戦区（1993年、ハドソン） - カブキ団十郎 ※非売品、有償その後無償配布
- 極道物語 花町一家四代目（1994年、笠倉出版社）
- 雀鬼3 治外法権麻雀（1994年、徳間ジャパンコミュニケーションズ）
- 雀鬼4 麻雀代理戦争（1995年、徳間ジャパンコミュニケーションズ）

### CD
- ミュージカル天外魔境夢まつり（1995年）
  - Say Yeah! KABUKI!、お江戸カブキ音頭

### ラジオドラマ
- 青春アドベンチャー / 不良と呼ばれた夏 （1994年、NHK-FM）

### YouTube
- 超装ジョシュナンダー  第11話第14話第15話（2025年、オミプロ） - ラガート
- ファイアード刑事 （2025年、オミプロ） - 城代伸介
- ＭＳＴ科学捜査線（2025年、オミプロ） - 唐沢